# 1798年の相撲
1798年の相撲（1798ねんのすもう）は、1798年の相撲関係のできごとについて述べる。

## できごと
前年末限りで小野川喜三郎が引退、横綱不在となる。以降の土俵は雷電為右衛門の天下となるが、対抗馬となる力士が現れず、寛政前期の江戸の相撲人気は徐々に衰えてゆく。

## 興行
- 3月場所（江戸相撲）[2]
  - 興行場所:芝神明社内
  - 4月21日（旧3月6日）より晴天10日間興行
- 7月場所（大坂相撲）[3]
  - 興行場所:難波新地
  - 8月28日（旧7月17日）より晴天10日間興行
- 10月場所（江戸相撲）[4]
  - 興行場所:本所回向院
  - 12月1日（旧10月24日）より晴天10日間興行